# Відзнака Територій
Відзнака Територій (TD) — британська медаль, що вручалась за тривалу службу у Королівських збройних силах або силах залежних територій. Відзнаку було започатковано 29 вересня 1908 року.